# Valda Valkyrien

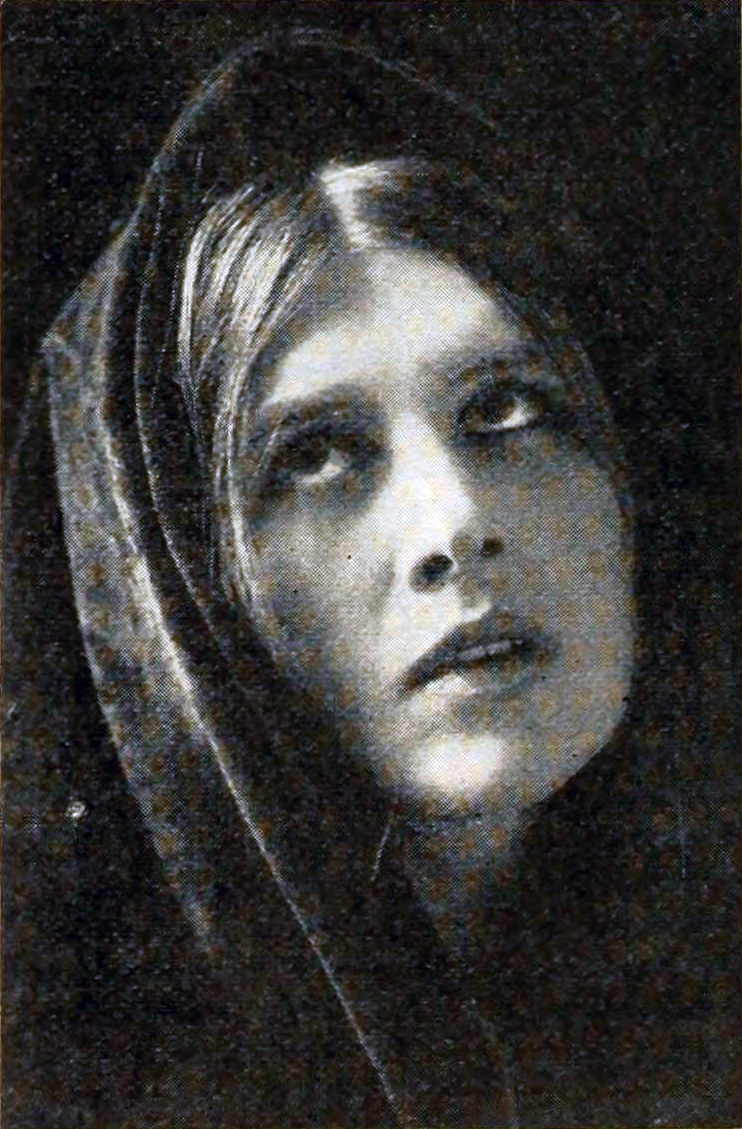
Valda Valkyrien (1916)

Valda Valkyrien (nacida como Adele Frede; 30 de septiembre de 1895-22 de octubre de 1956) fue una actriz de cine mudo danesa.

## Primeros años y carrera
Nacida en Reikiavik, Islandia, Valkyrien nació con el nombre de Adele Frede; aunque fue alumna del Ballet Real Danés, no era ni prima ballerina ni premiere danseuse, como afirmó más tarde. Se casó con el barón Hrolf von Dewitz, noble y escritor danés, y en 1912 empezó a aparecer en películas de Nordisk Film de Copenhague, donde interpretó un papel secundario en al menos seis películas mudas, incluido un largometraje, pero no fue una estrella. De estas películas, al menos una, Den Stærkeste (Vanquished), fue estrenada en Estados Unidos por la Great Northern Film Company, filial de Nordisk Film en la ciudad de Nueva York. Los nubarrones de la guerra en Europa obligaron a Valkyrien y Dewitz a trasladarse a Estados Unidos en 1914. Mientras el barón se encontraba consumido por su trabajo como experto militar para el New York Daily, la baronesa Dewitz se quedó languideciendo "sola en una tierra extraña", pero al parecer se presentó a un concurso de belleza en 1914 en el que ganó el título de "Valkyrien". El dueño de un estudio, David Horsley, se fijó en ella y la contrató para hacer la "Baroness Film Series" para la Centaur Film Company de Horsley en Bayonne, Nueva Jersey, que se anunciaban en los periódicos especializados como "una marca especial de comedia refinada".
Con la Primera Guerra Mundial asolando Europa, en 1915 un editor neoyorquino publicó el libro de su esposo titulado War's New Weapons que recibió una publicidad considerable. Ese mismo año, la Thanhouser Company se aprovechó del éxito de su esposo y de su título aristocrático para incluirla en el papel de la baronesa von Dewitz en una película de tres rollos sobre la mitología nórdica titulada The Valkyrie. Después realizó películas individuales para la Vitagraph Company of America (Youth [1915]) y la poco conocida Pluragraph Company (Diana) sucesivamente.

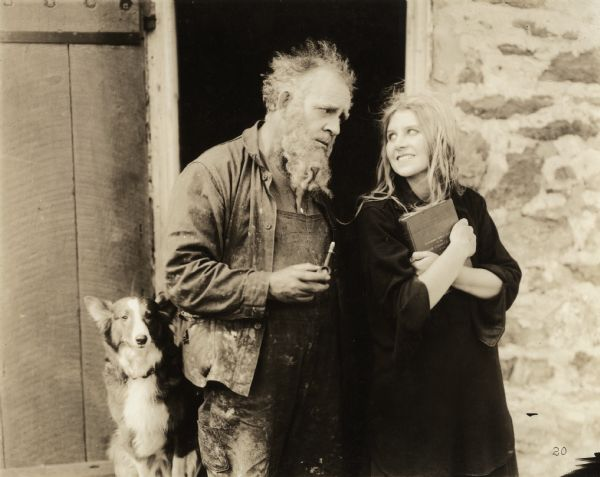
Valda Valkyrien interpretando a una joven, probablemente en la producción de Thanhouser de 1916 "Silas Marner". Si es así, el actor mayor es Frederick Warde.

## Carrera cinematográfica posterior
El éxito de Valkyrien en Thanhouser le valió una oferta de la Fox Film Corporation y en 1916 firmó un contrato para rodar largometrajes en las instalaciones de la Fox en la costa este de Nueva Jersey. Sin embargo, la relación contractual se deterioró después de una película, The Unwelcome Mother; se suponía que debía figurar encima del título, y cuando la Fox incumplió su obligación de colocar su nombre debajo del título y el de su coprotagonista, demandó a la Fox por 25.000 dólares. Valkyrien abandonó la Fox y regresó a Thanhouser en New Rochelle, Nueva York, para trabajar con éxito en largometrajes durante los dos últimos años de producción de la compañía (1916-17) y después actuó en películas individuales: primero en Magda (1917) con la propia compañía de Clara Kimball Young para Lewis J. Selznick's Select Pictures, luego The Crusher (1917) con Derwent Hall Caine en the Wharton Studios en Ithaca, Nueva York, T'Other Dear Charmer (1918) con John Bowers y dirigida por el antiguo director de Vitagraph William P. S. Earle para la World Film Corporation, y la sensacionalista producción independiente Huns Within Our Gates (1918), también protagonizada por Derwent Hall Caine, irónicamente rodada en los inactivos estudios Thanhouser para la Arrow Film Corporation.
La última película de Valkyrien (y la única que rodó en Los Ángeles) es probablemente la más recordada, aunque sólo tuvo un papel secundario. Bolshevism on Trial (1919, dirigida por Harley Knoles y estrenada por Lewis Selznick) fue un melodrama antimarxista basado en una novela de Thomas Dixon, Jr. (autor de The Clansman, fuente de The Birth of a Nation) sobre un padre rico que compra una isla en la costa de Florida y establece una comuna para su hijo con el fin de demostrar al joven idealista que el comunismo no puede funcionar.
Se ha sugerido que la demanda de Valkyrien contra Fox podría haber provocado el declive de su carrera. Aunque su posterior trabajo para Thanhouser fue bien recibido, lo hizo en un momento en que la compañía -que siempre había sido una especie de empresa familiar bajo la dirección de Edwin Thanhouser, que entonces se cansaba rápidamente- estaba decayendo en la industria cinematográfica. - estaba en declive en la industria cinematográfica, la mayor parte de la producción cinematográfica se estaba trasladando a la Costa Oeste y los problemas de Valkyrien con la Fox podrían haberla etiquetado como una potencial creadora de problemas.

## Vida posterior
Antes de divorciarse en 1919, el matrimonio de Valkyrien con Hrolf von Dewitz había dado un hijo, Arden von Dewitz (1915-2004), que llegó a ser un pintor de éxito en el sur de California. Se casó por segunda vez con el industrial neoyorquino Robert Stuart Otto, con quien tuvo otro hijo, Jean Otto.
Valda Valkyrien se trasladó a la Costa Oeste, donde vivió hasta su muerte en Los Ángeles en 1956 tras una larga enfermedad. Fue enterrada en el Forest Lawn Memorial Park Cemetery de Glendale, California.

## Filmografía
- De Uheldige friere (1912)
- En Moders kaerlighed (1912)
- Frederik Buch som skopudser (1912)
- En Staerkere magt (1912)

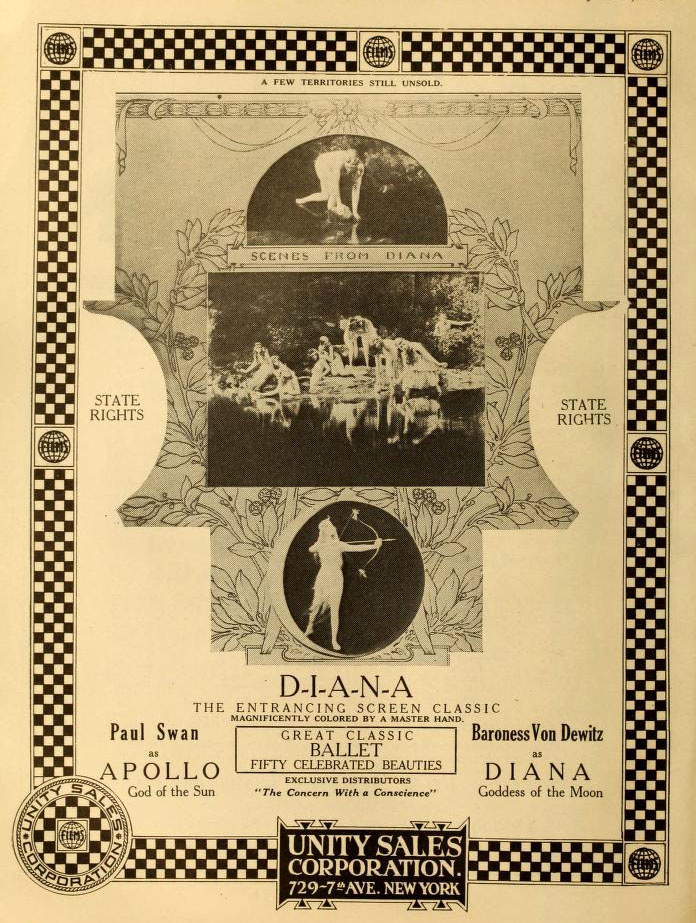
Diana (1916)

- Dødsspring til hest fra cirkuskuplen (1912)
- Den nye skopudser (1912)
- Den Stærkeste (Vanquished) (1912)
- Baroness Film Series (1914)
- Youth (1915)
- The Valkyrie (1915)
- Diana - The Huntress (1916)
- Silas Marner (1916)
- The Hidden Valley (1916)
- The Cruise of Fate (1916)
- The Unwelcome Mother (1916)
- Magda (1917)
- The Crusher (1917)
- The Image Maker (1917)
- Huns Within Our Gates (1918)
- T'Other Dear Charmer (1918)
- Bolshevism on Trial (1919)